# لووپروپیل‌هگزدرین
لووپروپیل‌هگزدرین (انگلیسی: Levopropylhexedrine) یک آلکیل آمین آدرنرژیک است که به عنوان یک ضد اشتها در کاربرد دارد. همچنین در آماده سازی ضد تشنج باربگزاکلون در ترکیب با فنوباربیتال برای اثرات آرام بخشی استفاده شده است.